# Волков Володимир Васильович (політик)
Володи́мир Васи́льович Волков. Публічна особа, (17 липня 1961, с. Кукуєци, Молдова) український громадський діяч. Голова ГО «Українська військова організація СПАС-23». Чинний радник Міністра аграрної політики та продовольства України t.me/vitalykoval8. Ексголова державного комітету рибного господарства України. Голова Центру підготовки та розвитку аквакультури України. Активний учасник подій на Євромайдані та один з ініціаторів відновлення Національної гвардії України та закону про Українську військову організацію, УВО. Учасник українсько-російської війни з 2014 року. Керівник проєкту відновлення Цивільної оборони 2018 рік: створення  Штабів Координації дій населення під час надзвичайного стану. Президент Української спортивної федерації" Український Бій UA-DO" UA-DO.org  Засновник авторської школи School UA-DO Швейцарія ua-do.ch Засновник та керівник Українського клубу  НЕП ( нова єкономічна політика) Земля та Воля. Автор програми відновлення України" Новий Український Шлях", трансформація економіки, шляхом тотальної кооперації. Директор та власник компанії Інтерактивні системи навчання

## Біографія
Народився 17 липня 1961 року в селі Кукуєци Ришканского району, Молдововська ССР.

### Освіта
Київський індустріальний технікум за спеціальністю – бухгалтерський облік; Київський інститут театрального мистецтва ім. Карпенко-Карого (спеціальність - театрознавство, спеціалізація – «Організація, планування, управління»); Херсонський державний Аграрний університет, вивчав екологію та рибництво. Працює з 17 років до теперішнього часу.

### Особисте життя
Одружений. Має трьох синів та доньку. Майстер спорту міжнародного класу з боротьби самбо та дзюдо.Чемпіон світу серед ветеранів 2022, 2023, 2024 років. Володіє українською, російською та румунською мовами.

## Козацька діяльність
З 1995 року бере активну участь у проекті розвитку українського козацтва. Був Генеральним писарем українського козацтва та Радником президента України Ющенко В.А. на громадських засадах. Наразі є віце-президентом федерації козацького двобою.
У рамках проекту розвитку Українського козацтва, бере активну участь у будівництві духовного центру церкви всіх святих України в селі Нові Безрадичі, обухівського району Київської області.
Постійно підтримує програму розвитку українського козацтва,, у зв'язку з чим розгортає активну діяльність у Холодному Яру,  Організовує козацькі віче та добровольчі збори,,. За дорученням міністра оборони бере участь у формуванні козацького полку. Є ініціатором проекту створення Київської Січі ,.

## Громадянська діяльність
Як член правління Фонду "Інформаційне суспільство України", Володимир Волков брав активну участь у реалізації проекті розвитку Інформаційного суспільства України, та був одним із ініціаторів парламентських слухань, які відбулися 21 вересня 2005 року з цього питання.
Був членом ради підприємців України при Кабінеті Міністрів України від 26 травня 2005 року по червень 2005 року. Причиною відмови від посади в червні того ж року стала профанація принципів демократії в роботі Ради..
З 25 липня 2005 року був у складі Ради з питань зовнішньоекономічної діяльності.
Володимир Волков ініціював створення проекту Громадського контролю  державних закупівель в Україні. В грудні 2005 року створив та очолив проект "Стратегія державних закупівель", за активною участі якого було прийнята і затверджена програма Кабінету міністрів України з метою забезпечення сталого розвитку системи державних закупівель в України.
У 2007 році Започаткував проект «Національну природоохоронну агенцію України».
Проводить моніторинг регулятивного стану малого й середнього бізнесу . Відслідковує злети й падіння в промисловості країни ,,.
Бере участь у громадських проектах, зборах та акціях, підтримуючи український народний дух ,.

## Дискусійний клуб НЕП
Заснований у січні 2016 року.
НЕП – це Нова Екологічна/Економічна/Енергетична/Етнокультурна/Ефективна Політика нашої Держави. В основі проекту – пошук найновіших рецептів ефективного господарювання, здатних виштовхнути Україну з прірви депресії та розчарування і оздоровити життя українського суспільства, відкрити нові шляхи розвитку для української молоді.
Клуб об'єднує політиків, експертів і політологів навколо ідеї відновлення економічного відродження України на принципово нових засадах. В дискусіях клубу суспільство шукає шляхи для побудови майбутнього Української держави.
Підсумком роботи стане видання, яким зможе керуватися в роботі і влада, і підприємницька спільнота, і будь-який громадянин України, котрий бажає самовдосконалюватися і хоче якісно змінити своє життя. Екологія і економіка, енергетика і життєва енергія, питання сталого розвитку та духовна сила історичної спадщини – все це  фокус діяльності нашого Клубу.

## Державний комітет рибного господарства України
Останніми роками склалася загрозлива ситуація для функціонування національного рибного підкомплексу: попри зменшення обсягу вилову риби, добування інших водних живих ресурсів і виробництва з них харчової продукції відбувається ріст щорічного споживання риби і рибопродуктів на одну особу в Україні, що пояснюється суттєвим збільшенням їх імпорту. На сьогодні Україна вже імпортує близько 80% рибної продукції, і враховуючи незначне зростання в обсязі вилову та не ефективне використання наявних ресурсів, імпорт буде тільки зростати. Хоча ще 20 років тому Український риболовецький флот був одним з найбільших та найсучасніших серед країн СНД.
30 січня 2008 року розпорядженням кабінету міністрів України Володимир Волков був призначений на посаду голови Державного комітету рибного господарства України. За період роботи в комітеті, була підготовлена комплексна система реформування галузі, яка була відображена в «Стратегії розвитку рибного господарства України», на базі якої було видано декілька наукових публікацій.
Реформи Волкова Володимира в галузі рибного господарства та боротьба з браконьєрами ,,
Перешкоджання діяльності роботи: провокації, підстави, незаконні дії чиновників та правоохоронних органів по відношенню до Волкова В., як Голови Комітету рибного господарства:,,
При спробі впровадження стратегії реформ був звільнений з посади в травні 2008 року, в листопаді 2009 року .
Ухвалою вищого адміністративного суду України К-23579/09 від 17.07.2012 року. М. Київ «Про поновлення Волкова Володимира Васильовича на посаді голови державного комітету рибного господарства України» був поновлений на посаді.
З березня 2014 року, з моменту звільнення з посади голови державного агентства рибного господарства України Дроника Віктора Сергійовича, проінформував міністерство Аграрної політики та Кабінет міністрів України про судові рішення стосовно поновлення на посаді, та висловив надію на законне, конституційне рішення з їхнього боку, бо виходячи з указу Президента України №1085/2010, яке містить положення, що міністерства та центральні органи виконавчої влади що утворюються шляхом реорганізації інших центральних органів виконавчої влади, є правонаступниками органів, які реорганізуються. Та згідно Пункту 15 статті 106 конституції України (положенню пункту 15 частини першої статті 106 дано офіційне тлумачення, рішення конституційного суду України від 28.01.2003 року №2-РП/203).
16 січня 2015 написана чергова заява на ім’я президента України, як гаранта конституції, Прем’єр міністра України як голови виконавчої влади держави та міністра аграрної політики України як ініціатора подачі кандидатур на керівні посади виконавчої влади міністерства аграрної політики на розгляд засідання кабінету міністрів.
Діяльність не зупиняється, постійно формуються стратегії й пропозиції розвитку рибного господарства ,, аквакультури й АПК в цілому ,,,,.

## Участь в міжнародних громадських об’єднаннях
З 2010 є віце-президентом Міжнародної Дипломатичної Місії "Європейська Україна" по роботі з дипломатичними установами, Першим заступником голови Місії та Почесним консулом Гамбії в Україні та в Білорусі.
Керівником проекту «Засновники Української Нації».
Керівником комітету Громадської ради при МЗС України.
Головою Координаційної Ради Національної Поліції місцевого самоврядування «Police 911».

### Високшвидкісні магістралі[недоступне посиланняз серпня 2019]
Володимир Волков 1-й заступник Голови Правління Асоціації ВШМ.
«Асоціація ВШМ є господарською асоціацією, договірним об’єднанням юридичних осіб, яке не є господарським товариством чи підприємством і є неприбутковою організацією, що створена:
- для захисту економічних інтересів України в процесах формування сухопутних і мультимодальних перевезень вантажів за маршрутом Китай – ЄС – Китай, а також з метою безпосередньої участі в процесах глобалізації міжнародних ринків і формування передумов для реалізації транзитного потенціалу України в ініціативі Китаю «Один пояс – один шлях» Нового Шовкового шляху;
- для представлення економічних інтересів своїх учасників в проекті високошвидкісної магістралі та їх безпосередньої участі в проекті шляхом своєчасного обміну інформацією, встановлення контактів, організації навчання та обміну передовим досвідом з профільними підприємствами, організаціями на міжнародному рівні;
- з метою безпосередньої участі в процесах вибору передових технологій для будівництва високошвидкісної магістралі в Україні та формування обґрунтованої експертної думки – як від представників науки, так і національного виробника;
з метою просування українських ініціатив в питаннях реалізації транзитного потенціалу, в експертному та інвестиційному середовищі, в тому числі і на міжнародному рівні, через участь в економічних і інвестиційних форумах.

### Співпраця з Китаєм
Започаткував у 2012 році проект створення музею «Культури та побуту України в Китаї», відкриття якого відбулося у 2015 році..
Голова центру розвитку відносин України з Китаєм в напрямку створення концепції «Нового шовкового шляху» під закликом «Один пояс - один шлях».
Співпрацюя з делегацією Китаю, яка вперше у світі випустила збірки поезій Тараса Шевченка «Кобзар» у перекладі китайською мовою, презентація якого відбулась 25 березня 2016 року в  Посольстві України в Китайській народній республіці.
Один з організаторів відкриття виставки «Нев′януча слава. Шана Тарасові Шевченку» - Національний музей Тараса Шевченка в Києві - на якій вперше  було представлено твори присвячені Тарасу Шевченку у виконанні митців КНР. 

 Володимир Волков - кураторор проекту від України, разом з віце-президентом Національної академії живопису та каліграфії Китаю Алан Юу - куратором з КНР організували відкриття «Художнього Музею Тараса Шевченка в Пекіні» 23 вересня 2016 р.

## Участь у подіях Євромайдану
Володимир Волков з перших днів став активним учасником громадського протесту проти відмови від курсу євроінтеграції. 
1 грудня 2013 встановив намет та пункт волонтерської допомоги (харчування, теплий одяг) для учасників громадського протесту, від міжнародної дипломатичної місії Європейська Україна .
У момент блокування органами державної влади адмінбудівлі КМДА, Володимир Волков 1 грудня  один із перших  потрапив до будівлі Адміністрації. З 21 листопада вів нічну варту на Майдані разом із В’ячеславом Богуславським, Сергієм  Івановим та  Ігорем  Дідковським.
29 січня 2014 - Прийняття урочистої обітниці, створення Національної Гвардії України
12 лютого 2014 – Загальні збори ініціативної групи щодо створення Громадського штабу Національної Гвардії України, обрання начальника Штабу.
19  лютого 2014 - Проведення Круглого Столу за участю бойових командирів Майдану, представників силових структур щодо мирного урегулювання політичної кризи в Україні.
25 лютого 2014 - Проведення Наради у МЗС за участю представників ООН, ОБСЄ, НАТО щодо утворення в Україні Внутрішнього Миротворчого Контингенту і координації його діяльності з міжнародними організаціями.
13 березня 2014 – участь в роботі Комітету ВРУ щодо закону про реорганізацію ВВ у Національну гвардію (обрання командувача Нацгвардії голосуванням через ВР).
20 березня 2014 – звернення до виконувача  обов'язків президента України, Голови Верховної Ради України Турчинова А.В., Голови РНБО Парубія А.В., керівників фракцій ВР та народних депутатів з вимогою проведення негайної мобілізації придатного до військової служби населення з метою створення підрозділів територіальної оборони для захисту держави від зовнішньої агресії РФ .

## Громадський штаб Національної гвардії України
29 січня 2014 року в Українському домі виступив ініціатором відновлення Національної гвардії. Одним з перших дав обітницю на вірність Українській нації, як воїн відновленої національної гвардії, згодом почав виконувати обов'язки керівника громадського штабу Нацгвардії.
4 червня 2014 – створення Громадської ради при Національній гвардії України

10 червня 2014 – Звернення до Президента України П. Порошенка з вимогами:
1. Негайно закрити кордони з Російською Федерацією.
2. Ввести надзвичайний стан на території східних областей України.
3. Посилити Прикордонні війська України військовими частинами Збройних сил України.
4. Видати наказ Національній гвардії України про взяття під оборону кордону України.
5. Провести в місцях скупчення терористів повноцінну та ефективну військову операцію з використанням Збройних сил України, Національної Гвардії України і народного ополчення.
6. Притягнути до відповідальності за законами воєнного часу посадових осіб, винних у злочинній бездіяльності, саботажі і прямій зраді України.
7. Звернутись до Ради безпеки ООН з проханням прийняти резолюцію, якою визнати Російську Федерацію країною, що веде проти України неоголошену війну терористичними методами.

- Звернення до Президента України П. Порошенка з вимогами:
- визнати сам факт війни та агресії з боку РФ і ввести надзвичайний стан, що дасть можливість Вам, як Президентові України, швидко та оперативно приймати необхідні у цій ситуації рішення.
- очолити війська на Сході країни, і тим самим піднести бойовий дух армії і зміцнити віру народу у перемогу.
- терміново закрити кордон між Україною та РФ, в тому числі для переміщення промислових товарів, сировини, перекрити продуктопроводи,
- оголосити загальну мобілізацію та видати наказ про озброєння цивільного населення,
- провести комплекс заходів цивільної оборони щодо безпеки населення в умовах агресії та упередження масової загибелі людей в умовах військових дій, в тому числі при застосуванні хімічної та бактеріологічної зброї,
- створити єдиний державний орган, що координуватиме і регулюватиме діяльність з реабілітації та соціальної адаптації та буде сформований на базі представників різних практичних сфер (медиків, фахівців з соціальної роботи, реабілітації тощо) та різних форм організації.

Був активно критикований Депутатом державної думи Росії Володимиром Жириновським за дачу присяги Українській нації. 

25 березня 2014 року у Громадському штабі Національної гвардії було проведено обшук, з ціллю залякати представників громадськості.
У квітні 2014 року Володимир Волков організував поховання невідомого героя Небесної сотні на Аскольдовій могилі, який загинув під час штурму Будинку профспілок.
В серпні того ж року був організатором поховання заступника командира батальйону «Донбас», американця, що прийняв українське громадянство, та героїчно загинув захищаючи незалежність та цілісність України, Марка Паславського (позивний Франко). Він був похований на Аскольдовій могилі. Виступив ініціатором створення «пантеону героїв» на Аскольдовій могилі.
Бере активну участь в розробці та впровадженні механізмів боротьби з агресором та захисту Українських воїнів, тісно співпрацює з волонтерами на території  України, де проходить українсько-російська війна,
З квітня по серпень 2014 року брав активну участь в українсько-російській війні волонтером, добровольцем батальйону «Айдар».

## Українська Військова Організація СПАС-23[Архівовано4 січня 2019 уWayback Machine.]
У вересні 2014 року Володимиром Волковим було зніційованно відновлення Української Військової Організації, підтримане командиром батальйону «Айдар» та командиром батальйону «Донбас».,,. 
У листопаді було презентовано проект закону Української Військової Організації,

Став ініціатором та співавтором проекту закону №1761 про УВО, поданим народним депутатом України Мельничуком С.П. VIII скликання ,.
Володимир Волков є Головою ГО «Українська військова організація СПАС-23», яка має на меті:
- організацію та надання необхідної допомоги Збройним силам України й воєнізованим або збройним формуванням утвореним згідно чинного законодавства України з метою подолання терористичної загрози і збереження територіальної цілісності України;
- об'єднання свідомих та активних громадян для здійснення та захисту прав і свобод, задоволення суспільних, зокрема економічних, соціальних, культурних, екологічних, та інших інтересів;
- надання допомоги громадянам,насамперед біженцям та переселенцям з території, де проходить українсько-російська війна, також українським військовим та цивільному населенню, що постраждали від терористичних дій,сприяння в організації їх обстеження та лікування в діагностичних та спеціалізованих медичних заклад України;
- ініціювання та сприяння в проведенні громадських волонтерських акцій, а також. Створення наукових центрів військової підготовки на території України.

В травні 2018 року Українська військова організація СПАС-23 підписує Меморандум про співпрацю з Командуванням Сухопутних військ Збройних сил України , а в листопаді 2018 року у наслідок відкритих агресивних дій Російської Федерації по відношенню до кораблів ВМС ЗС України та введення воєнного стану в Україні , разом реалізовують наступні заходи:
- здійснюють незалежний громадський аудит стану захисних споруд цивільного захисту в областях де введено режим воєнного стану;
- організовують добровільні допомоги військово-цивільним адміністраціям з боку громадськості щодо ліквідації наслідків від надзвичайних ситуацій, боротьби зі стихійним лихом, епідеміями;
- забезпечують інформаційний обмін інформацією з органами військово-цивільних адміністрацій та інформування громадськості з зазначених питань.

Народ України у військовому стані

## Київський процес
18.07.2014 Ініційовано початок підготовки міжнародного Київського процесу над "рашизмом" Путіна, аналога Нюрнберського процесу над нацизмом Гітлера.
Ініціатори створення Київського процесу: Інна Богословська, Володимир Волков,  Ігор Дідковський.
«Світ зобов'язаний адекватно реагувати на той виклик, який несе в собі рашизм і сам Путін. Буквально за півроку Путіним повністю зруйнована система міжнародної безпеки, за допомогою зброї та військового тиску анексована територія Криму, рівна площі деяких європейських держав, розв'язана гібридна війна, в рамках якої кожен день гинуть люди. Крім того, сьогодні ведеться систематична кампанія, спрямована на розкол Європи і військове захоплення інших держав, в числі яких країни Балтії, Молдова та інші. Тому якщо хтось думає, що агресор Путін «проковтне» Україну і на цьому заспокоїться, то він глибоко помиляється. Рашизм дуже схожий на нацизм з усіма випливаючими звідси наслідками» -  Володимир Волков.
,,.

## Національна Асамблея України
```
Єдність громадянського сектора для налагодження дієвого контролю за владою, з метою недопущення дій, які порушують права громадян
```

Є учасником громадської платформи Громадської спілки "Національна Асамблея України"
Разом з іншими учасниками має мету:
- розвиток громадського сектора України;
- спільний захист прав, свобод та законних інтересів громадян;
- встановлення громадського контролю за державним управлінням та державними фінансами;
- підвищення ролі територіальних громад;
- ефективна боротьба з корупцією та розкраданням державного майна та державних фінансів.

Відео-блоги, інтерв`ю з Володимиром Волковим про актуальниі питання громадськості та пропозиції вирішення проблемних ситуацій, що склалися в країні:
Стратегія Україна-Китай. Шанс повернути територіальну цілісність та незалежність.

Стратегия Украина-Китай. Что хочет услышать китайская экономическая элита.

Коментар Володимира Волкова стосовно підготовки ІІІ Форуму Громадянського Суспільства України.

Володимир Волков про обговорення встановлення хреста на згадку про загиблих Небесної сотні.

Страйк "Стоп баригам!". Звернення Володимира Волкова до громадськості.

Барига - це Іуда, який продає власний народ. Отже меседж дня: Стоп баригам!

Починати змінювати систему необхідно з закінчення радянської влади, яка існує в Україні.

Крути: повторення невивчених уроків.

Володимир Волков на започаткуванні "Меморіалу героїв України".

Нові сенси життя. Або точка біфуркації на горизонті

Які наміри дискусії навколо "Суспільного договору"?

Вітання Володимира Волкова з приводу створення освітньої платформи між Україною та Арабським світом.

Звернення Володимира Волкова, голови ГО "УВО СПАС-23" до влади м.Києва.

Враження Володимира Волкова про #HuaweiUkraineITday.

Як переграти сьогоднішніх "наперсточників" ? 

Кому українці платять за свій газ? 

Враження Володимира Волкова про Horasis China Meeting 2018.

Велика китайська стіна дає тріщину? 

Володимир Волков про помісну церкву та вшанування пам'яті Героям Крут.

Чи будемо ми повертати Донбас?